# Élections législatives islandaises de 2016
Vous lisez un « article de qualité » labellisé en 2018.
Les élections législatives islandaises de 2016 (en islandais : Alþingiskosningar 2016) se sont tenues le 29 octobre dans le but de renouveler les 63 sièges de l'Althing, le Parlement islandais. Initialement prévues en avril 2017, ces élections anticipées sont organisées à la suite du scandale des Panama Papers. Douze partis ont présenté des listes lors de cette élection, dont neuf dans l'ensemble des circonscriptions.
La campagne s'axe principalement autour de la lutte contre l'évasion fiscale, en plein scandale des Panama Papers, la question de l'adhésion à l'Union européenne, les affaires sociales et la reprise du processus d'élaboration d'une nouvelle constitution.
Le Parti de l'indépendance, déjà vainqueur des élections de 2013, arrive en tête et obtient 21 des 63 sièges de l'Althing, suivi par le Mouvement des verts et de gauche avec 10 élus. Le Parti pirate, longtemps favori des sondages, arrive troisième et remporte également 10 sièges, tandis que le Parti du progrès du Premier ministre Sigurður Ingi Jóhannsson n'en obtient que 8. Suivent le nouveau parti Viðreisn (« Renaissance », 7 sièges), Avenir radieux (4 sièges) et l'Alliance social-démocrate (3 sièges).
À l'issue des élections, le gouvernement Jóhannsson, formé par la coalition du Parti de l'indépendance et du Parti du progrès, perd sa majorité et n'est plus soutenu que par 29 députés, soit 46 % de l'Althing. Le Premier ministre Sigurður Ingi Jóhannsson annonce alors son intention de démissionner. Le président de la République Guðni Th. Jóhannesson demande successivement à Bjarni Benediktsson (Parti de l'indépendance), Katrín Jakobsdóttir (Mouvement des verts et de gauche) et Birgitta Jónsdóttir (Parti pirate) de former le nouveau gouvernement, mais à la suite de leurs échecs, décide de ne pas donner de mandat et de laisser les différents partis négocier entre eux. Ainsi, après plus de deux mois de discussions, le Parti de l'indépendance, Renaissance et Avenir radieux parviennent finalement à un accord le 9 janvier 2017 et le nouveau gouvernement prend ses fonctions le 11 janvier avec Bjarni Benediktsson comme Premier ministre.

## Contexte

### Situation économique
L'Islande a été l'un des pays les plus touchés par la crise financière mondiale de 2007-2008. Le chômage y avait dépassé 10 % en 2008 ; les principales banques du pays ont fait faillite et l'Islande a refusé de rembourser les placements étrangers à la suite de deux référendums.
En novembre 2015, le Premier ministre Sigmundur Davíð Gunnlaugsson avait déclaré que l'Islande n'aurait pas pu sortir de la crise si elle avait été membre de l'Union européenne et si, comme l'Irlande ou la Grèce, elle avait été obligée de prendre la responsabilité des dettes des banques en faillite.
En janvier 2016, les sources officielles annoncent que le taux de chômage est retombé à un chiffre (1,9 %) proche de ce qu'il était avant la crise de 2008 (1,3 %).

### Société
Le taux d'homicide en Islande est le plus bas de l'OCDE. En 2003, 2006 et 2008 aucun homicide n'est recensé sur l'île. Le taux d'agression est également plus bas que dans le reste des pays de l'OCDE. En 2013, la police tue un habitant pour la première fois,,. Selon l'ambassade américaine à Reykjavik : « La criminalité est, en comparaison, plus faible que dans beaucoup de pays développés. C'est en partie dû à un niveau de vie élevé, une population réduite, et des forces de l'ordre diplômées et bien formées »,.
Lors de la publication du rapport PISA-2012 de l'OCDE, le système éducatif islandais est mal classé. Il se trouve dans les pays les plus faibles en lecture et en sciences, et dans les pays moyens pour les mathématiques. L'Islande a ainsi perdu 12 places par rapport au précédent rapport PISA. De façon générale, les pays nordiques ont tendance à perdre des places au profit des pays d'Asie du Sud-Est.
Il existe un système de soins de santé universel en Islande qui est administré par le ministère des Affaires sociales et qui est financé à 80-85 % par les impôts et à 15-20 % par les frais de service. Il n’existe pas d’hôpitaux privés ni d’assurances privées. Le gouvernement consacre une importante partie de son budget aux soins de santé qui est l’un des plus performants au monde, classé 15e par l’Organisation mondiale de la santé. En 2009, l'Islande avait 3,7 médecins pour 1 000 habitants alors qu’en moyenne il y en a 3,1 dans les pays de l'OCDE, et 15,3 infirmiers pour 1 000 habitants contre une moyenne de 8,4 dans les pays de l’OCDE. La proportion de la population qui fume est l'une des plus basses de l'OCDE et l'espérance de vie moyenne est de 82,7 ans, une des plus élevées dans le monde.

### Environnement
L'Islande est l'un des pays les moins pollués au monde, malgré une prise de conscience environnementale des citoyens assez tardive, grâce à une forte utilisation de l'énergie géothermique et une faible densité de population. Selon une évaluation de l'OCDE, la quantité de matière toxique mesurée dans l'atmosphère est beaucoup plus faible que n'importe quel autre pays industrialisé.

### Contexte européen et mondial
Les élections interviennent un peu plus d'un an après le retrait de la procédure d'adhésion de l'Islande à l'Union européenne. En effet, celle-ci fut déposée le 17 juillet 2009, mais gelée le 13 juin 2013, puis officiellement retirée le 12 mars 2015. Ce retrait est toutefois contesté par la majorité des Islandais (63 % selon un sondage) et par l'opposition en raison de l'absence de consultation du Parlement ou de référendum. La majorité des Islandais reste cependant opposée à l'adhésion à l'UE, notamment en raison des quotas de pêche imposés par l'UE.
L'Islande est cependant intégrée à la coopération européenne puisqu'elle est membre du Conseil de l'Europe, de l'Association européenne de libre-échange (AELE) et de l'Espace économique européen.
Au niveau mondial, l'Islande appartient à l'Organisation des Nations unies (ONU), à l'Organisation du traité de l'Atlantique nord (OTAN), ainsi qu'à l'Organisation de coopération et de développement économiques (OCDE)

### Institutions
Le gouvernement Gunnlaugsson abandonne le projet de constitution lancé sous le gouvernement de Jóhanna Sigurðardóttir, malgré son soutien par deux tiers des Islandais,,.

### Contexte politique

Composition de l'Assemblée sortante.

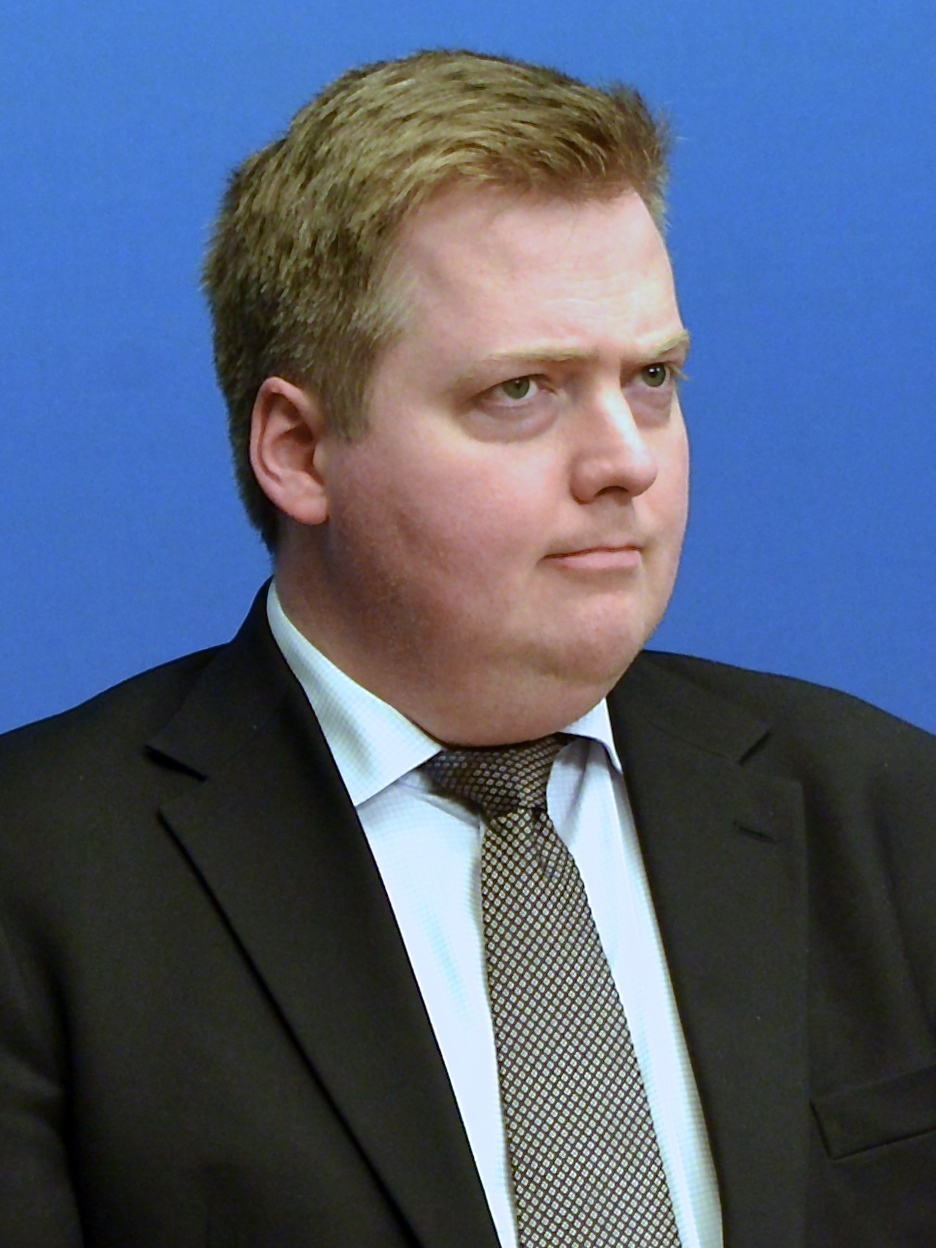
Les élections législatives anticipées sont provoquées par la découverte de l'implication du Premier ministre Sigmundur Davíð Gunnlaugsson dans le scandale des Panama Papers.

Après la défaite de la coalition de gauche entre l'Alliance et le Mouvement des verts et de gauche aux élections de 2013, le Parti de l'indépendance et le Parti du progrès reviennent au pouvoir avec la formation du gouvernement Gunnlaugsson.
Le 3 avril 2016, l'International Consortium of Investigative Journalists dévoile que le Premier ministre Sigmundur Davíð Gunnlaugsson, le ministre des Finances Bjarni Benediktsson et la ministre de l'Intérieur Ólöf Nordal sont impliqués dans le scandale des Panama Papers.
Sigmundur Davíð Gunnlaugsson est contraint à la démission le 5 avril, et est remplacé par son ministre de la Pêche et de l'Agriculture Sigurður Ingi Jóhannsson qui forme le nouveau gouvernement deux jours plus tard,.
Les élections législatives étant initialement prévues en avril 2017, le nouveau gouvernement annonce la tenue d'élections anticipées à l'automne suivant, ce qui est confirmé le 11 août par Bjarni Benediktsson, numéro deux du gouvernement, qui annonce que les élections se tiendront le 29 octobre.
Une grande partie des Islandais ne sont cependant pas satisfaits : deux tiers des citoyens demandent la démission de tous les ministres impliqués dans le scandale ; de plus l'opposition dénonce le manque d'action contre l'évasion fiscale, et le long délai d'attente avant les élections. Elle échoue à faire adopter une motion de défiance contre le gouvernement.

## Organisation

### Mode de scrutin

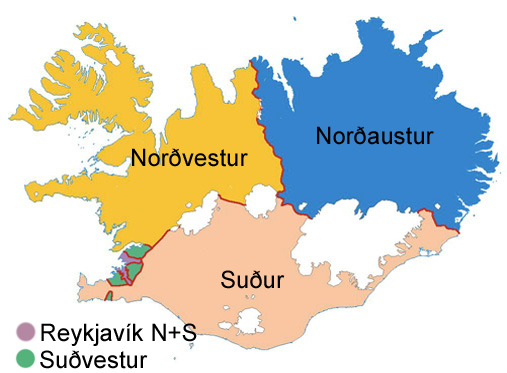
Les six circonscriptions électorales islandaises.

Les modalités du scrutin sont définies par la Constitution de la république d'Islande de 1944 et la loi électorale du 16 mai 2000.
Les 63 membres de l'Althing sont élus au scrutin proportionnel plurinominal avec listes bloquées. 54 sièges sont pourvus en fonction des résultats de chaque circonscription, répartis selon la règle d'Hondt. Les 9 sièges complémentaires sont attribués aux partis ayant dépassé le seuil d'au moins 5 % des voix selon leur pourcentage de voix au niveau national.
L'Islande est divisée en 6 circonscriptions électorales dont les limites sont définies par la loi : Norðausturkjördæmi (Nord-Est), Norðvesturkjördæmi (Nord-Ouest), Reykjavíkurkjördæmi norður (Reykjavik Nord), Reykjavíkurkjördæmi suður (Reykjavik Sud), Suðurkjördæmi (Sud) et Suðvesturkjördæmi (Sud-Ouest).

### Calendrier
Après avoir été annoncées le 11 août 2016, les élections législatives anticipées sont officiellement programmées pour le 29 octobre lors de la dissolution de l'Althing par le président d'Islande Guðni Th. Jóhannesson. La date limite pour le dépôt des candidatures est fixée au 14 octobre, celles-ci devant être officiellement publiées au plus tard le 19 octobre.

## Candidats
Douze partis présentent des listes, dont neuf dans l'ensemble des six circonscriptions. Parmi les douze partis, six possèdent des sièges dans l'Assemblée sortante : le Parti de l'indépendance, le Parti du progrès, l'Alliance, le Mouvement des verts et de gauche, Avenir radieux et le Parti pirate.
| Parti | Parti                                                                | Chef de file               | Sièges sortants | Idéologie | Circonscriptions      | Notes |
| ----- | -------------------------------------------------------------------- | -------------------------- | --------------- | --- | --------------------- | --- |
| A     | Avenir radieux (Björt framtíð)                                       | Óttarr Proppé              | 6 / 63          | Social-libéralisme | toutes                | |
| B     | Parti du progrès (Framsóknarflokkurinn)                              | Sigurður Ingi Jóhannsson   | 19 / 63         | Centrisme Agrarianisme | toutes                | Parti du Premier ministre sortant Sigurður Ingi Jóhannsson et de son prédécesseur Sigmundur Davíð Gunnlaugsson. Membre de la coalition gouvernementale depuis 2013. |
| C     | Renaissance (Viðreisn)                                               | Benedikt Jóhannesson       | 0 / 63          | Libéralisme Europhilie | toutes                | Première participation à une élection législative. Scission pro-européenne du Parti de l'indépendance.                                                              |
| D     | Parti de l'indépendance (Sjálfstæðisflokkurinn)                      | Bjarni Benediktsson        | 19 / 63         | Libéral-conservatisme Euroscepticisme | toutes                | Membre de la coalition gouvernementale depuis 2013. |
| E     | Front national islandais (Íslenska þjóðfylkingin)                    | Guðmundur Karl Þorleifsson | 0 / 63          | Nationalisme Pro-christianisme Anti-multiculturalisme | Sud Nord-Ouest        | Première participation à une élection législative. |
| F     | Parti du peuple (Flokkur fólksins)                                   | Inga Sæland                | 0 / 63          | Lutte contre la pauvreté, le handicap et la corruption | toutes                | Première participation à une élection législative. |
| H     | Parti humaniste (Húmanistaflokkurinn)                                | Júlíus Valdimarsson        | 0 / 63          | Démocratie directe Antilibéralisme Solidarité Défense des droits de l'homme | Reykjavik Sud         | |
| P     | Parti pirate (Píratar)                                               | Birgitta Jónsdóttir        | 3 / 63          | Démocratie directe Réforme du copyright Défense des droits civiques | toutes                | |
| R     | Front populaire islandais (Alþýðufylkingin)                          | Þorvaldur Þorvaldsson      | 0 / 63          | Socialisme Anticapitalisme Écologie politique Euroscepticisme Souverainisme Pacifisme | toutes sauf Sud-Ouest | |
| S     | Alliance (Samfylkingin)                                              | Oddný Harðardóttir         | 9 / 63          | Social-démocratie | toutes                | Membre de la coalition gouvernementale entre 2009 et 2013. |
| T     | Aube (Dögun)                                                         | Pálmey Gísladóttir         | 0 / 63          | Protection des ménages Adoption du projet de constitution de 2011 Protection de l'environnement et encadrement de la pêche Transparence en politique Justice Relations avec l'Union européenne | toutes                | |
| V     | Mouvement des verts et de gauche (Vinstrihreyfingin - grænt framboð) | Katrín Jakobsdóttir        | 7 / 63          | Socialisme démocratique Écosocialisme Féminisme | toutes                | Membre de la coalition gouvernementale entre 2009 et 2013. |

## Campagne

### Thèmes de campagne

#### Réformes institutionnelles
L'un des grands enjeux du scrutin est la reprise du processus citoyen de révision constitutionnelle lancé sous le gouvernement de Jóhanna Sigurðardóttir,,, et suspendu par la coalition Parti du progrès-Parti de l'indépendance lors de son retour au pouvoir en 2013.
L'adoption de la nouvelle Constitution fait partie du programme du Parti pirate, de l'Alliance et du Mouvement des verts et de gauche,,.

#### Économie et société
L'amélioration du système de santé est considéré comme une priorité par cinq des « principaux » partis : l'Alliance, le Mouvement des verts de gauche, le Parti pirate, Avenir radieux et Renaissance.
L'Alliance et le Mouvement des verts et de gauche partagent un programme très social, comportant notamment l'accueil des étrangers, l'investissement en matière d'éducation et l'aide aux personnes les plus pauvres, notamment les jeunes,.
L'Alliance, le Mouvement des verts et de gauche et les Pirates affichent également leur soutien à un meilleur partage des ressources naturelles du pays,,.
Le Parti pirate défend l'idée d'un revenu universel tandis que Bjarni Benediktsson, chef du Parti de l'indépendance, la qualifie d'« idée la plus ridicule qu'il ait entendu depuis longtemps ».

#### Politique et justice
L'élection intervenant à la suite du scandale des Panama Papers, la lutte contre la fraude et l'évasion fiscale est un des thèmes majeurs de la campagne. Katrín Jakobsdóttir, chef de file du Mouvement des verts et de gauche, veut ainsi condamner les sociétés offshore et l'évasion fiscale. L'amélioration de la transparence fait également partie du programme du Parti pirate.
En matière de religion, 73 % des Islandais sont opposés à une loi de 1970 qui impose aux municipalités de fournir un terrain gratuit aux églises. Un mois avant l'élection, le Parti pirate a déposé une proposition d'amendement à la loi pour retirer cette obligation.

#### Environnement
Le programme en matière d'environnement, notamment concernant le réchauffement climatique, de neuf des douze partis a été évalué par un groupe militant écologiste islandais, Paris 1.5,. Les conclusions de cette étude sont que les partis ayant le programme le plus écologique sont, dans l'ordre, le Parti pirate, suivi par le Mouvement des verts et de gauche, Avenir radieux, le Parti humaniste, et à égalité l'Alliance et le Front populaire islandais. Renaissance obtient une note moyenne et n'est pas loin de valider le test, tandis que le Parti de l'indépendance et le Parti du progrès, ont selon cette association, un programme néfaste pour l'environnement. Les questions portaient sur le transport de pétrole à Drekasvæðið (la région entre l'Islande et l'île norvégienne de Jan Mayen), les objectifs de réduction des émissions de dioxyde de carbone (CO2), les taxes sur le carbone et les incitations à l'écologie, les propositions pour l'adaptation des infrastructures, la protection des forêts et la restauration des marécages. L'étude prenait en compte également le fait que le parti ou ses candidats aient abordé le réchauffement climatique durant la campagne, ainsi que diverses informations sur le programme en matière de réchauffement climatique.

#### Union européenne
Avec le renouvellement du Parlement, la question de l'adhésion à l'Union européenne est remise à l'ordre du jour. La candidature, déposée en 2009 par le gouvernement Sigurðardóttir II a été retirée en 2015 par le gouvernement Gunnlaugsson. L'opinion publique est majoritairement défavorable à cette adhésion en raison des quotas de pêche imposés par l'UE. Néanmoins, deux tiers des Islandais désirent un référendum sur les négociations d'adhésion d'après un sondage d'octobre 2016.
Le Parti de l'indépendance est fortement opposé à l'appartenance à l'UE et dès le dépôt de la demande d'adhésion a demandé son retrait. Son partenaire dans la coalition sortante, le Parti du progrès, y est également opposé. Le Parti du progrès affirme cependant être favorable à la coopération de l'Islande avec les pays européens, aussi bien membres ou non membres de l'UE, mais demande la révision des accords de participation de l'Islande à l'Espace économique européen et à l'espace Schengen.
Renaissance, scission pro-européenne du Parti de l'indépendance, est naturellement favorable à l'adhésion, tout comme le parti Avenir radieux.
Les deux principaux partis de la gauche islandaise sont opposés sur le sujet : l'Alliance sociale-démocrate (à l'origine de la procédure non-aboutie lancée en 2009) y voit un grand bénéfice pour l'Islande, notamment le remplacement de la couronne islandaise par une monnaie plus stable, l'euro, ; à l'opposé le Mouvement des verts et de gauche y voit une diminution de l'indépendance du pays.
Le Parti pirate ne prend pas parti et demande un référendum sur la question de l'adhésion ; considérant qu'il est à tous les citoyens de faire leur choix après des négociations transparentes,.

### Accords entre partis
Il est très rare en Islande qu'un seul parti arrive à atteindre la majorité absolue lors d'une élection législative, et afin de constituer un gouvernement, les partis sont donc obligés de former des coalitions.
Le 25 août 2016, alors que les sondages indiquent que la seule possibilité de gouvernement à 2 partis serait l'alliance entre les Pirates et le Parti de l'indépendance, le chef du Parti de l'indépendance, Bjarni Benediktsson, déclare ne pas être favorable à l'idée de s'allier avec les Pirates, émettant de sérieux doutes sur la capacité du Parti pirate à participer à un gouvernement.
Le 2 octobre, Sigurður Ingi Jóhannsson remplace Sigmundur Davíð Gunnlaugsson à la tête du Parti du progrès.
Le 16 octobre, le Parti pirate annonce ne pas vouloir former de gouvernement de coalition avec le Parti du progrès ou le Parti de l'indépendance. Le Parti pirate a envoyé des lettres aux autres partis importants (Renaissance, Avenir radieux, L'Alliance et Mouvement des verts et de gauche) pour leur proposer de former une alliance avant l'élection.
Le 18 octobre, le chef de Renaissance, Benedikt Jóhannesson, annonce que son parti refusait une coalition tripartite avec le gouvernement sortant (Parti de l'indépendance / Parti du progrès), mais refuse d'engager des négociations avec le Parti pirate et ses alliés avant l'élection.
Le 27 octobre 2016, deux jours avant les élections, le Parti pirate, Avenir radieux, le Mouvement des verts et de gauche et Alliance annoncent vouloir former une coalition contre le gouvernement sortant à l'issue des élections.

### Sondages
Après les élections précédentes en 2013, le Parti de l'indépendance est resté à peu près stable dans les sondages, entre 20 et 30 % d'opinions favorables. À partir de 2015, on assiste à une forte progression d'intentions de votes en faveur du Parti pirate, qui culmine à 43 % début avril 2016 alors que vient d'éclater le scandale des Panama Papers. Les Pirates connaissent cependant ensuite une forte baisse, et le Parti de l'indépendance revient régulièrement en tête des sondages à partir de mai-juin. Tandis que les autres partis représentés à l'Althing après les élections de 2013 baissent dans les sondages (Alliance, Parti du progrès, Avenir radieux), le Mouvement des verts et de gauche connaît une montée d'intentions de votes dans les semaines avant l'élection, tout comme le nouveau parti Renaissance, créé quelques semaines auparavant.
Fin septembre, environ un mois avant le jour de l'élection, un sondage indique qu'au vu de la baisse du Parti pirate et du retour en force du Parti de l'indépendance, le maintien après l'élection de la coalition Indépendance-Progrès est envisageable.
Un sondage mené du 3 au 12 octobre montre que les Pirates sont les plus populaires chez les jeunes tandis que les personnes âgées sont majoritairement sympathisants du Parti de l'indépendance.

Résumé des sondages après les élections législatives précédentes en 2013.

## Résultats
Le Parti de l'indépendance, déjà vainqueur des élections de 2013 et membre de la coalition gouvernementale avec le Parti du progrès, arrive en tête dans chaque circonscription et remporte 29 % des voix, ce qui lui permet d'obtenir 21 sièges à l'Althing (sur 63). Le deuxième parti est le Mouvement des verts et de gauche, qui obtient 10 sièges, 3 de plus qu'en 2013. Le Parti pirate, longtemps en tête des sondages, arrive troisième avec 14 % des voix, et obtient 10 sièges à l'Althing comme le Mouvement des verts et de gauche. Le Parti du progrès, parti du Premier ministre Sigurður Ingi Jóhannsson, perd 11 places et n'obtenant que 8 sièges, tandis que le nouveau parti Renaissance gagne 7 sièges pour sa première élection législative. Les deux autres principaux partis, Avenir radieux et Alliance perdent des voix par rapport à 2013 et obtiennent respectivement 4 et 3 sièges à l'Althing.
L'élection marque un nouveau record pour la représentation des femmes à l'Althing, avec 30 femmes pour 63 députés (contre 25 pour la précédente législature), soit 48 %.
À l'issue des élections, le gouvernement Jóhannsson perd sa majorité et n'est plus soutenu que par 29 députés, soit 46 % de l'Althing.

### Résultats nationaux
|                        |                                      |         |       |       |        |               |  |  |  |  |  |  |  |  |
| Partis                 | Partis                               | Voix    | %     | +/−   | Sièges | +/−           |  |  |  |  |  |  |  |  |
|                        | Parti de l'indépendance (D)          | 54 990  | 29,00 | 2,30  | 21     | 2             |  |  |  |  |  |  |  |  |
|                        | Mouvement des verts et de gauche (V) | 30 166  | 15,91 | 5,04  | 10     | 3             |  |  |  |  |  |  |  |  |
|                        | Parti pirate (Þ)                     | 27 449  | 14,48 | 9,38  | 10     | 7             |  |  |  |  |  |  |  |  |
|                        | Parti du progrès (B)                 | 21 791  | 11,49 | 12,94 | 8      | 11            |  |  |  |  |  |  |  |  |
|                        | Parti de la réforme (C)              | 19 870  | 10,48 | Nv.   | 7      | 7             |  |  |  |  |  |  |  |  |
|                        | Avenir radieux (A)                   | 13 578  | 7,16  | 1,09  | 4      | 2             |  |  |  |  |  |  |  |  |
|                        | L'Alliance (S)                       | 10 893  | 5,74  | 7,11  | 3      | 6             |  |  |  |  |  |  |  |  |
|                        | Parti du peuple (F)                  | 6 707   | 3,54  | Nv.   | 0      | en stagnation |  |  |  |  |  |  |  |  |
|                        | Aube (T)                             | 3 275   | 1,73  | 1,37  | 0      | en stagnation |  |  |  |  |  |  |  |  |
|                        | Front populaire islandais (R)        | 575     | 0,30  | 0,24  | 0      | en stagnation |  |  |  |  |  |  |  |  |
|                        | Front national islandais (E)         | 303     | 0,16  | Nv.   | 0      | en stagnation |  |  |  |  |  |  |  |  |
|                        | Parti humaniste (H)                  | 33      | 0,02  | 0,05  | 0      | en stagnation |  |  |  |  |  |  |  |  |
|                        |                                      |         |       |       |        |               |  |  |  |  |  |  |  |  |
| Suffrages exprimés     | Suffrages exprimés                   | 189 626 | 97,14 |       |        |               |  |  |  |  |  |  |  |  |
| Votes blancs           | Votes blancs                         | 4 874   | 2,50  |       |        |               |  |  |  |  |  |  |  |  |
| Votes nuls             | Votes nuls                           | 700     | 0,36  |       |        |               |  |  |  |  |  |  |  |  |
| Total                  | Total                                | 195 204 | 100   | –     | 63     | en stagnation |  |  |  |  |  |  |  |  |
| Abstention             | Abstention                           | 51 307  | 20,81 |       |        |               |  |  |  |  |  |  |  |  |
| Inscrits/Participation | Inscrits/Participation               | 246 511 | 79,19 |       |        |               |  |  |  |  |  |  |  |  |

### Composition de l'Althing
| Reykjavíkurkjördæmi norður (Reykjavik Nord) | Reykjavíkurkjördæmi suður (Reykjavik Sud) | Suðvesturkjördæmi (Sud Ouest) | Suðurkjördæmi (Sud) | Norðvesturkjördæmi (Nord Ouest) | Norðausturkjördæmi (Nord Est) |
| --- | --- | --- | --- | --- | --- |
| 1. Guðlaugur Þór Þórðarson (Sja) 2. Katrín Jakobsdóttir (Vg) 3. Birgitta Jónsdóttir (P) 4. Áslaug Arna Sigurbjörnsdóttir (Sja) 5. Þorsteinn Víglundsson (Við) 6. Steinunn Þóra Árnadóttir (Vg) 7. Björn Leví Gunnarsson (P) 8. Birgir Ármannsson (Sja) 9. Björt Ólafsdóttir (BF) 10. Andrés Ingi Jónsson (Vg) 11. Halldóra Mogensen (P) | 1. Ólöf Nordal (Sja) 2. Svandís Svavarsdóttir (Vg) 3. Ásta Guðrún Helgadóttir (P) 4. Brynjar Níelsson (Sja) 5. Hanna Katrín Friðriksson (Við) 6. Kolbeinn Óttarsson Proppé (Vg) 7. Gunnar Hrafn Jónsson (P) 8. Sigríður Á. Andersen (Sja) 9. Lilja Alfreðsdóttir (Fram) 10. Nichole Leigh Mosty (BF) 11. Pawel Bartoszek (Við) | 1. Bjarni Benediktsson (Sja) 2. Bryndís Haraldsdóttir (Sja) 3. Jón Þór Ólafsson (P) 4. Þorgerður K. Gunnarsdóttir (Við) 5. Rósa Björk Brynjólfsdóttir (Vg) 6. Jón Gunnarsson (Sja) 7. Óttarr Proppé (BF) 8. Óli Björn Kárason (Sja) 9. Eygló Harðardóttir (Fram) 10. Þórhildur Sunna Ævarsdóttir (P) 11. Vilhjálmur Bjarnason (Sja) 12. Theodóra S. Þorsteinsdóttir (BF) 13. Jón Steindór Valdimarsson (Við) | 1. Páll Magnússon (Sja) 2. Sigurður Ingi Jóhannsson (Fram) 3. Ásmundur Friðriksson (Sja) 4. Smári McCarthy (P) 5. Vilhjálmur Árnason (Sja) 6. Ari Trausti Guðmundsson (Vg) 7. Silja Dögg Gunnarsdóttir (Fram) 8. Unnur Brá Konráðsdóttir (Sja) 9. Jóna Sólveig Elínardóttir (Við) 10. Oddný G. Harðardóttir (Sam) | 1. Haraldur Benediktsson (Sja) 2. Gunnar Bragi Sveinsson (Fram) 3. Lilja Rafney Magnúsdóttir (Vg) 4. Þórdís Kolbrún R. Gylfadóttir (Sja) 5. Eva Pandora Baldursdóttir (P) 6. Elsa Lára Arnardóttir (Fram) 7. Teitur Björn Einarsson (Sja) 8. Guðjón S. Brjánsson (Sam) | 1. Kristján Þór Júlíusson (Sja) 2. Sigmundur Davíð Gunnlaugsson (Fram) 3. Steingrímur J. Sigfússon (Vg) 4. Njáll Trausti Friðbertsson (Sja) 5. Þórunn Egilsdóttir (Fram) 6. Bjarkey Olsen Gunnarsdóttir (Vg) 7. Einar Brynjólfsson (P) 8. Valgerður Gunnarsdóttir (Sja) 9. Logi Már Einarsson (Sam) 10. Benedikt Jóhannesson (Við) |
| Légende : Sja (Parti de l'indépendance) - Vg (Mouvement des verts et de gauche) - P (Parti pirate) - Fram (Parti du progrès) - Við (Renaissance) - BF (Avenir radieux) - Sam (Alliance) - Les chefs des partis au moment de l'élection sont en gras.                                                                                    | | | | | |

## Conséquences

### Réactions
À la suite de la publication des résultats, le premier ministre Sigurður Ingi Jóhannsson annonce son intention de démissionner. Le président Guðni Th. Jóhannesson lui demande néanmoins de rester en fonctions jusqu'à ce qu'un nouveau gouvernement puisse être formé.
Birgitta Jónsdóttir, cheffe du Parti pirate annonce être déçue du soutien au « gouvernement Panama », faisant allusion aux membres du gouvernement dont Bjarni Benediktsson, chef du Parti de l'indépendance, concernés par le scandale des Panama Papers, tout en étant heureuse de la forte progression du Parti pirate, qui gagne 10 sièges à l'Althing contre 3 aux élections de 2013.
Oddný Harðardóttir, élue présidente de l'Alliance le 4 juin 2016, démissionne le 31 octobre après que son parti ait enregistré le plus faible score de son histoire. Elle est remplacée par le vice-président du parti, Logi Einarsson.

### Nouveau gouvernement

#### Contexte post-électoral
Aucun des deux principaux blocs politiques — la coalition sortante formée le Parti de l'indépendance et le Parti du progrès et la coalition anti-gouvernementale composée du Parti pirate, du Mouvement des verts et de gauche, d'Alliance et d'Avenir radieux — n'ayant obtenu la majorité absolue aux élections, le nouveau parti Renaissance, issu d'une scission du Parti de l'indépendance, est dans une position cruciale dans le cadre des négociations post-électorales.
Benedikt Jóhannesson, cheffe de Renaissance, annonce à l'issue des élections que son parti refusait une coalition à trois avec le Parti de l'indépendance et le Parti du progrès, notamment à cause de leurs positions opposés au sujet de l'adhésion de l'Islande à l'Union européenne, mais ne se prononce pas sur une éventuelle coalition avec les Pirates et leurs alliés.
Katrín Jakobsdóttir, présidente du Mouvement des verts et de gauche, propose à l'issue de l'élection une grande coalition à cinq partis entre le Parti pirate, le Mouvement des verts et de gauche, Alliance, Avenir radieux et Renaissance. Le Parti pirate, dont la hausse significative est moins importante qu'annoncée dans les sondages, propose quant à lui une coalition minoritaire entre le Mouvement des verts et de gauche, Avenir radieux et Renaissance, soutenue par le Parti pirate et Alliance même s'ils n'auraient pas de représentation ministérielle, dans le but de simplifier le processus de formation du nouveau gouvernement.
Le 3 novembre, Avenir radieux et Renaissance annoncent leur volonté de travailler ensemble dans le cadre des négociations pour la formation du nouveau gouvernement.

#### Déroulement des négociations
Le 2 novembre, le président de la République Guðni Th. Jóhannesson demande à Bjarni Benediktsson,chef du Parti de l'indépendance arrivé en tête, de former le nouveau gouvernement. Face aux difficultés afin de mettre en place une coalition gouvernementale viable, Benediktsson annonce le 10 novembre qu'il renoncerait à sa charge de former le nouveau gouvernement s'il n'aboutissait pas à des résultats favorables pour la formation gouvernement d'ici le week-end suivant (12 et 13 novembre). Le lendemain, le Parti de l'indépendance parvient cependant à lancer des négociations avec Renaissance et Avenir radieux pour former une coalition rassemblant le soutien de 32 députés, soit à peine la majorité absolue, ; néanmoins, ces négociations échouent et prennent fin le 15 novembre.
Comme attendu, le mandat pour la formation du nouveau gouvernement est alors donné par le président Guðni Th. Jóhannesson à Katrín Jakobsdóttir, chef de file du Mouvement des verts et de gauche, arrivé second des élections. Le 20 novembre, les partis d'opposition (Mouvement des verts et de gauche, Alliance, Parti pirate, Avenir radieux et Renaissance) se lancent dans des négociations officielles pour former le gouvernement. La charge de Katrín Jakobsdóttir est confortée par un sondage du 21 novembre selon lequel 67 % des Islandais sont favorables à la présence du Mouvement des verts et de gauche au sein du gouvernement, ce qui en ferait le parti le plus populaire d'Islande. Si les cinq partis s'accordent sur l'amélioration du système de santé qu'ils considèrent comme une priorité, les négociations rencontrent plus d'obstacle en matière de pêche et d'impôts. Ainsi, ces négociations échouent à leur tour le 23 novembre. Katrín Jakobsdóttir à la suite de cet échec renonce à sa charge de formation du gouvernement le 25 novembre.
À la suite des deux échecs successifs, le président d'Islande Guðni Th. Jóhannesson décide de ne pas réattribuer le mandat de formation du gouvernement, préférant attendre que les formations politiques aboutissent d'elles-mêmes à un accord. Ainsi, plusieurs tentatives d'entente sont lancées entre les différents partis : une nouvelle tentative entre le Parti de l'indépendance, Renaissance et Avenir radieux est annoncée (28 novembre) ; ainsi que simultanément, des discussions pour une grande coalition entre le Parti de l'indépendance et le Mouvement des verts et de gauche, arrivés respectivement premier et deuxième des élections, (29 novembre),. Dans le même temps, le Parti pirate, Avenir radieux, Alliance et Renaissance se lancent quant à eux dans des discussions informelles,.
Le 2 décembre, Birgitta Jónsdóttir, cheffe non officielle du Parti pirate, est chargée par le président d'Islande de former le gouvernement islandais. Cependant, elle ne parvient à lancer des négociations officielles pour une coalition à cinq partis — entre le Mouvement des verts et de gauche, l'Alliance, Avenir radieux, Renaissance et le Parti pirate — et échoue donc à son tour, laissant le pays face à une crise politique. Plusieurs possibilités sont alors envisagées : un gouvernement minoritaire, ne disposant pas de la majorité à l'Althing, un gouvernement d'union nationale regroupant tous les partis, ou la convocation de nouvelles élections.
Après plusieurs semaines de négociations informelles entre les différents partis et différentes tentatives d'alliances, un accord est finalement trouvé le 9 janvier 2017 entre le Parti de l'indépendance, Renaissance et Avenir radieux. Bjarni Benediktsson est choisi comme Premier ministre d'Islande. Le nouveau gouvernement entre en fonction le 11 janvier,.